# 2025–2026-os osztrák labdarúgó-bajnokság (első osztály)
A 2025–2026-os osztrák Bundesliga (szponzorált nevén Admiral Bundesliga) az osztrák labdarúgó-bajnokság legmagasabb osztályának 115. alkalommal megrendezett bajnoki éve. A címvédő a Sturm Graz, a szezont tizenkét csapat részvételével rendezték meg.

## Csapatok

### Változások az előző szezonhoz képest
A Ried a 2024–2025-ös másodosztályú bajnokság győzteseként jutott fel. Az Austria Klagenfurt csapata esett ki a másodosztályba.

### Résztvevő csapatok
| Csapat            | Székhely         | Stadion                  | Befogadóképesség |
| ----------------- | ---------------- | ------------------------ | ---------------- |
| Austria Wien      | Bécs             | Generali Arena           | 17 656           |
| Blau-Weiß Linz    | Linz             | Hofmann Personal Stadion | 5 595            |
| Grazer AK         | Graz             | Merkur-Arena             | 16 364           |
| LASK Linz         | Linz             | Raiffeisen Arena         | 19 080           |
| Rapid Wien        | Bécs             | Allianz Stadion          | 28 600           |
| Red Bull Salzburg | Wals-Siezenheim  | Red Bull Arena           | 30 188           |
| Rheindorf Altach  | Altach           | Stadion Schnabelholz     | 8 500            |
| Ried              | Ried im Innkreis | Josko Arena              | 7 680            |
| Sturm Graz        | Graz             | Merkur-Arena             | 16 364           |
| TSV Hartberg      | Hartberg         | Profertil Arena Hartberg | 4 635            |
| Wolfsberger AC    | Wolfsberg        | Lavanttal-Arena          | 7 300            |
| WSG Tirol         | Innsbruck        | Tivoli Stadion Tirol     | 16 008           |

### Vezetőedző-váltások
| Csapat         | Távozó edző                     | Ok                                  | Távozás napja    | Pozíció a tabbelán | Érkező          | Érkezés napja   |
| -------------- | ------------------------------- | ----------------------------------- | ---------------- | ------------------ | --------------- | --------------- |
| Rapid Wien     | Stefan Kulovits (megbízott)     | Lejárt a szerződése                 | 2025. június 30. | Előszezon          | Peter Stöger    | 2025. július 1. |
| LASK           | Maximilian Ritscher (megbízott) | Lejárt a szerződése                 | 2025. június 30. | Előszezon          | João Sacramento | 2025. július 1. |
| Blau-Weiß Linz | Gerald Scheiblehnerr            | A Grasshopper csapatához szerződött | 2025. június 30. | Előszezon          | Mitja Mörec     | 2025. július 5. |

## Statisztikák
Utoljára frissítve: 2025. augusztus 17.

### Góllövőlista
| # | Játékos          | Klub              | Gólok száma |
| - | ---------------- | ----------------- | ----------- |
| 1 | Valentino Müller | WSG Tirol         | 4           |
| 1 | Otar Kiteisvili  | Sturm Graz        | 4           |
| 3 | Yorbe Vertessen  | Red Bull Salzburg | 3           |
| 4 | Petar Ratkov     | Red Bull Salzburg | 2           |
| 4 | Petter Nosa Dahl | Rapid Wien        | 2           |
| 4 | Jed Drew         | TSV Hartberg      | 2           |
| 4 | Moritz Wels      | WSG Tirol         | 2           |
| 4 | Markus Pink      | Wolfsberger       | 2           |

### Gólpasszok
| # | Játékos         | Klub              | Gólp. |
| - | --------------- | ----------------- | ----- |
| 1 | William Bøving  | Sturm Graz        | 3     |
| 1 | Dejan Zukić     | Wolfsberger       | 3     |
| 3 | Ante Bajic      | Ried              | 2     |
| 3 | Dorgeles Nene   | Red Bull Salzburg | 2     |
| 3 | Dominik Fitz    | Austria Wien      | 2     |
| 3 | Thomas Sabitzer | WSG Tirol         | 2     |
| 3 | Benjamin Böckle | WSG Tirol         | 2     |
| 3 | Marlon Mustapha | SCR Altach        | 2     |

### Kapott gól nélkül lehozott mérkőzések
| # | Játékos            | Klub              | Mérkőzések |
| - | ------------------ | ----------------- | ---------- |
| 1 | Dejan Stojanović   | Rheindorf Altach  | 3          |
| 2 | Niklas Hedl        | Rapid Wien        | 2          |
| 2 | Nikolas Polster    | Wolfsberger       | 2          |
| 4 | Matteo Bignetti    | SK Sturm Graz     | 1          |
| 4 | Alexander Schlager | Red Bull Salzburg | 1          |
| 4 | Tom Ritzy Hülsmann | TSV Hartberg      | 1          |

### Magyarok a ligában
Utoljára frissítve: 2025. augusztus 17.
| Játékos        | Klub       | Mérkőzés | Gólok | Gólpasszok | Gól nélküli |
| -------------- | ---------- | -------- | ----- | ---------- | ----------- |
| Bolla Bendegúz | Rapid Wien | 2        | 0     | 0          | –           |